# Mysmenopsis yupanqui
Mysmenopsis yupanqui là một loài nhện trong họ Mysmenidae.
Loài này thuộc chi Mysmenopsis. Mysmenopsis yupanqui được L. Baert miêu tả năm 1990.